# George Buchanan
George Buchanan (Killearn, februari 1506 - Edinburgh, 28 september 1582) was een Schots historicus, humanistisch geleerde en Neolatijns dichter. Hij wordt ook beschouwd als een van de monarchomachen.

## Leven

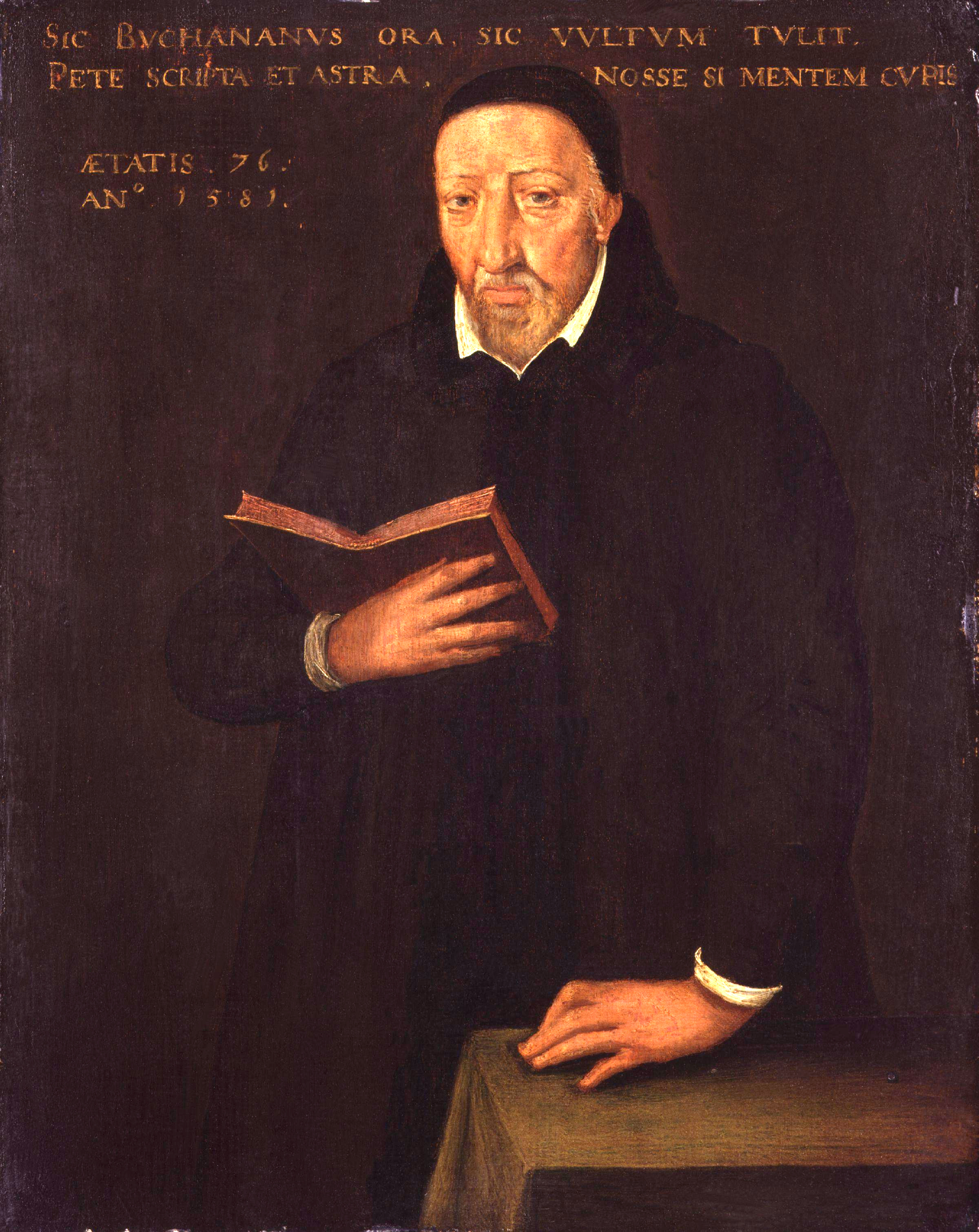
Portret van George Buchanan door Arnold van Bronckhorst.

George Buchanan is geboren in Schotland, vlak bij het dorpje Killearn, in februari 1506. Zijn familie was van adel, maar leefde desondanks in slechte omstandigheden. Het land dat ze pachtten, leverde te weinig op en Buchanans vader stierf toen hij zeven jaar oud was. 
Op zijn veertiende ging Buchanan naar Frankrijk om aan de universiteit van Parijs te studeren; dit op aandringen van zijn oom. Parijs was in die tijd de culturele en intellectuele hoofdstad van Europa. Hij verbleef daar twee jaar, tot de dood van zijn oom en zijn eigen slechte gezondheid hem dwongen om terug te keren naar Schotland. In 1527 keerde hij weer terug naar Parijs en behaalde daar zijn graad voor het leraarschap. In deze tijd begint hij ook met het bestuderen van Grieks, wat hij in Schotland nog niet gedaan had, omdat daar het onderwijs in Latijnse grammatica en rhetorica van meer belang werd geacht. 
Na zijn studie gaat hij doceren aan het Collège Sainte Barbe. Na een korte terugkeer naar Schotland (waar hij meevecht in een oorlog tegen Engeland), vertrekt Buchanan weer naar Frankrijk, alwaar hij in Bordeaux gaat lesgeven op het Collège de Guyenne, waar ook andere humanistische denkers naartoe waren getrokken om te doceren. Door zijn slechte gezondheid verruilt Buchanan Bordeaux gedurende bepaalde periodes voor Parijs. Buchanan had in Frankrijk een netwerk van humanisten met wie hij een goede verstandhouding had. Hij vertrekt in 1547 naar Portugal om daar met een aantal collega’s een school voor de kunsten op te zetten in Coimbra. Net zoals aan het Collège de Guyenne, is hij verantwoordelijk voor de primus ordo, waar hij Latijn en Grieks aan doceert. Dan wordt hij gearresteerd door de Inquisitie, waarna hij twee jaar in een klooster moet doorbrengen.
In Portugal heeft hij vruchtbare jaren doorgebracht, wat zijn poëzie betreft, daar heeft hij onder andere de meeste van zijn psalmparafrases gemaakt en een aantal erotische gedichten over ene Leonora. Na Portugal keert hij terug naar Schotland, om aan het hof van Mary Stuart te werken. Dit was geen raar verschijnsel, want het was tenslotte iets wat veel humanisten voor de kost hebben gedaan.

## Werken

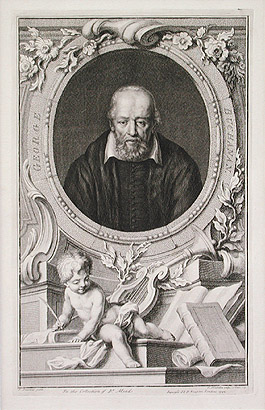
Gravure van Buchanan door Jacobus Houbraken

Een van Buchanans vroege werken heet Fransiscanus, dit is een satire op een orde binnen de katholieke kerk, de Franciscanen. Het is een erg lang satirisch werk (in de stijl van Juvenalis), dat ongekend was binnen de Franse Neolatijnse kringen waarin Buchanan zich begaf. Hij schreef het in opdracht van de Engelse koning. 
Het grootste en meest controversiële werk van Buchanan is de Rerum Scoticarum Historia, een geschiedenis van Schotland.  In zijn omgeving schreven andere humanisten ook historia over hun geboorteland, waaronder ook andere Schotten. Buchanan heeft ook Hebreeuwse psalmen vertaald in Latijnse metra. Deze parafrases bleken ongekend populair, aangezien er meer dan honderd edities (soms met andere teksten van Buchanan) zijn teruggevonden.  
Hij heeft ook vier toneelstukken geschreven, Alcestis, Baptistes, Jephthes en een Medea, waar latere schrijvers vaak inspiratie uit hebben gehaald.
In de laatste jaren van zijn leven heeft Buchanan geprobeerd om een aantal onafgemaakte werken te voltooien, waaronder de Sphaera, een astronomisch werk (dat hij overigens nooit helemaal heeft afgemaakt). 
Ten slotte schreef Buchanan nog vele andere gedichten, waaronder epigrammen, satires, elegieën, hymnen en odes.